# Biatló als Jocs Olímpics d'hivern de 1972
Als Jocs Olímpics d'Hivern de 1972 celebrats a la ciutat de Sapporo (Japó) es disputaren dues proves de biatló en categoria masculina, un de 20 quilòmetres i una altra de relleus 4x7,5 quilòmetres. La prova de 20 km. es realitzà el dia 9 de febrer i la de relleus el dia 11 de febrer de 1972 a les instal·lacions situades a la població de Minami-ku. Hi participaren un total de 62 biatletes de 14 comitès nacionals diferents.

## Resum de medalles
| Prova                      | Or                                                                             | Argent                                                                  | Bronze                                                                 |
| 20 quilòmetres detalls     | Magnar Solberg                                                                 | Hansjörg Knauthe                                                        | Lars-Göran Arwidson                                                    |
| Relleus per equips detalls | Unió SovièticaAleksandr Tíkhonov · Rinnat Safin · Ivan Biakov · Viktor Mamatov | FinlàndiaEsko Saira · Juhani Suutarinen · Heikki Ikola · Mauri Röppänen | RDAHansjörg Knauthe · Joachim Meischner · Dieter Speer · Horst Koschka |

## Medaller
| Posició | País           | Or | Argent | Bronze | Total |
| 1       | Noruega        | 1  | 0      | 0      | 1     |
| 1       | Unió Soviètica | 1  | 0      | 0      | 1     |
| 3       | RDA            | 0  | 1      | 1      | 2     |
| 4       | Finlàndia      | 0  | 1      | 0      | 1     |
| 5       | Suècia         | 0  | 0      | 1      | 1     |
|         |                |    |        |        |       |
| Total   | Total          | 2  | 2      | 2      | 6     |